# Zrcadlárna Rabštejn (Lindava)
Bývalá zrcadlárna, zvaná podle okolních skal Rabštejn nebo Rabštejnská, je stavba, postavená v 19. století v novogotickém slohu na břehu řeky Svitavky v Lindavě, jedné z částí města Cvikova v okrese Česká Lípa v Libereckém kraji. Budova čp. 308, která bývala jednou z několika brusíren zrcadel, provozovaných Kinskými na jejich Sloupském panství, je zapsaná jako kulturní památka na Ústředním seznamu nemovitých kulturních památek České republiky. Stavba zrcadlárny je hodnocena jako významný příklad technické a výrobní architektury 19. století, vhodně začleněné do okolní krajiny.

## Geografická poloha
Areál bývalé brusírny zrcadel se nachází ve Velenickém údolí mezi vesnicemi Svitava a Velenice na levém břehu Svitavky, levostranného přítoku Ploučnice, pramenícího v Lužických horách na území Saska. Budova zrcadlárny stojí ve stísněném prostoru mezi řekou, místní komunikací a pískovcovými skalními stěnami, lemujícími údolí. Z geomorfologického hlediska toto území náleží do Cvikovské pahorkatiny, jednoho z okrsků Zákupské pahorkatiny, která je podcelkem Ralské pahorkatiny.

## Historie
Brusírna Rabštejn byla jednou ze zrcadláren, postavených v 18. a 19. století Kinskými ve Velenickém údolí. Nejstarší z nich zde nechal vybudovat hrabě Josef Jan Maxmilián Kinský v letech 1756 až 1767. Josef Jan Maxmilián Kinský převzal správu Sloupského panství v roce 1726 (panství zdědil jako nezletilý v roce 1719). Svou první brusírnu zrcadel nechal zřídit ve Sloupu přímo pod skalním hradem již v roce 1756. Po dokončení zrcadláren ve Velenickém údolí byl provoz sloupské brusírny ukončen a místo toho byla ve Sloupu zřízena manufaktura na výrobu umělecky vyřezávaných dřevěných rámů. Další zrcadlárnu ve Velenickém údolí, zvanou podle okolních skal Rabštejn, nechal postavit až v roce 1854, tj. téměř o 100 let později, tehdejší majitel panství Karel Kinský. V brusírnách na Sloupském panství se vyráběla i tzv. benátská zrcadla, která byla prostřednictvím benátských obchodníků vyvážena z Čech do celého světa. Starší, tzv. Velenická zrcadlárna byla přestavěna v roce 1875. Obě brusírny, Rabštejnská a Velenická, byly v provozu až do velké hospodářské krize ve 30. letech 20. století. V době druhé světové války byly budovy brusíren prázdné. Přestavba Velenické brusírny na válečnou výrobu nebyla dokončena, výroba probíhala v omezeném rozsahu v nedalekých podzemních prostorech, vytesaných v pískovcovém masívu.
Později objekt Rabštejnské zrcadlárny sloužil k bydlení. Dle zápisu v katastru nemovitostí z ledna 2021 je památkově chráněná budova bývalé Rabštejnské brusírny ve vlastnictví pražské firmy Spiegelfabrik Rabstein s r. o., založené 2. června 2020 se základním kapitálem 1 000 Kč.

## Popis
Objekt brusírny se prakticky opírá o strmou skalní stěnu, které se německy přezdívalo Fuchsschwanzfelsen ( v překladu: skála „Liščí ocas“). Část výrobních prostor byla vytesána přímo v pískovcové skále, přiléhající ke zděné budově.
Objekt je postavený na obdélném půdorysu, boční křídla mají sedlové střechy, střední část pak střechu pultovou, krytou hnědými taškami. Střední část je jednopatrová, boční štítová průčelí jsou dvoupatrová. Čelní stěna je sedmiosá v přízemí i v prvním patře. Okna jsou dvoudílná a dvoukřídlá, rozdělená na šest polí, jen okna ve 2. patře bočních křídel jsou odlišná – jsou pseudogotická, v horní části zakončená lomenými oblouky.

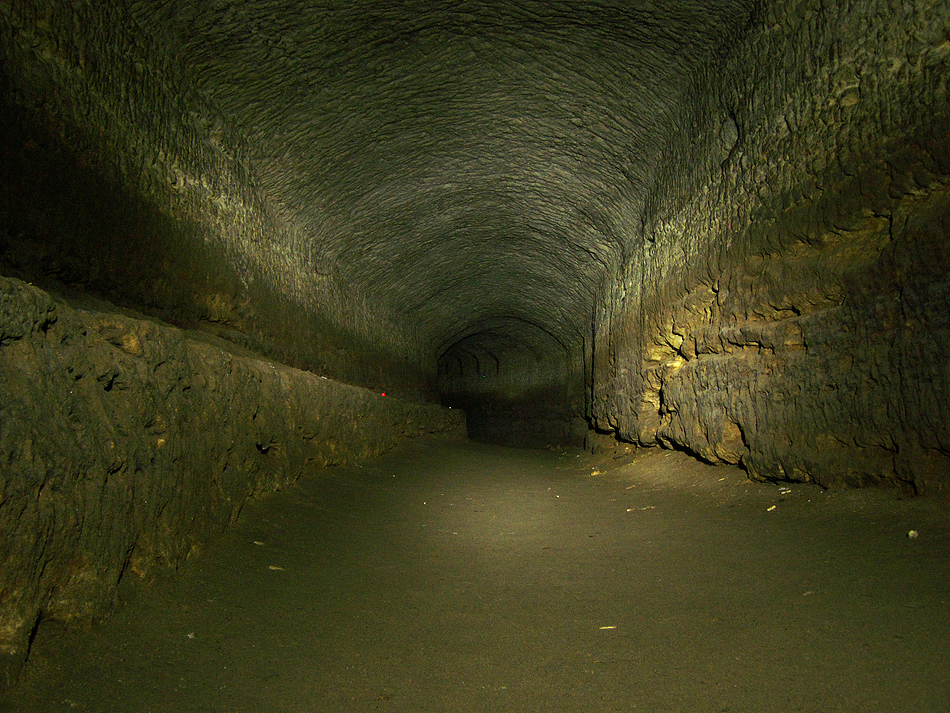
Vnitřek velkého vodního tunelu, vedoucího k zrcadlárnám

Součástí brusíren mezi Svitavou a Velenicemi byl rozsáhlý systém podzemních tunelů a kanálů, kterými byla do provozů k brusům přiváděna voda ze Svitavky. Náhon k oběma zrcadlárnám začíná v horní části Velenického údolí v místě, kterému se dříve říkalo Schwarzes Wehr (Černý jez). V tomto místě byl tok Svitavky přehrazen a zaveden do širokého tunelu, vytesaného v pískovcové skále. Od dalšího jezu z tunelu odbočuje a posléze ústí na povrch chodba bývalého náhonu. U portálu chodby jsou do skal vytesané letopočty 1779 a 1872. Náhon pak pokračoval na povrchu podél cesty a zhruba po 0,5 km ústil do dalšího velkého skalního tunelu. Tato chodba je asi 200 metrů dlouhá a má postranní ochoz. Z tunelu vedou různé odbočky do dalších podzemních prostor. Vodní náhon pak směřoval k bývalé Velenické zrcadlárně. Po dokončení Rabštejnské zrcadlárny byl upraven a prodloužen o zhruba 500 metrů dlouhé povrchové koryto, které ústilo do dalšího skalního tunelu, vedoucího přímo do nové provozovny.
K broušení zrcadel byl používán písek z místních podzemních lomů. Největší z těchto lomů se nachází na severní straně údolí ve vzdálenosti přibližně 700 metrů po místních komunikacích směrem na západ od zrcadlárny Rabštejn, jen asi 100 metrů od bývalé Velenické zrcadlárny. Tento lom zasahuje zhruba 60 metrů hluboko do nitra skály. Šíře podzemních prostor je asi 140 metrů, výška stropů, podepíraných třemi desítkami mohutných skalních pilířů, je přibližně 3,5 metru. Koncem druhé světové války zde v omezené míře probíhala výroba rychlopalných leteckých děl MK 108 pro brémský koncern Weser, která sem byla přesunuta z Kališe (německy Kalisch), města v nynějším Velkopolském vojvodství. V druhé polovině 20. století zde byl sklad zeleniny, od roku 2003 je v bývalém podzemním lomu motorkářská hospoda „Pekelné doly“. Dále na západ směrem k vesnici Svitava se v místech, kde silnice překlenuje tok Svitavky, nachází další podzemní lom, zvaný Pustý kostel. Poblíž tohoto lomu je na skále reliéf Krista a dále proti proudu říčky je na levém břehu Svitavky možno spatřit bývalý podzemní náhon a starý jez.
Na vrcholu pískovcových stěn, tyčících se nad bývalou zrcadlárnou Rabštejn, je velká vyhlídková plošina s kamennou lavicí. Na vyhlídku vede schodiště, vytesané v úzké průrvě mezi dvěma skalami. Skála zvaná „Vyhlídková věž“, na niž se vyhlídková plošina nachází, je se svými čtyřmi popsanými lezeckými cestami součástí horolezeckého skalního sektoru „Skály u Velenic“.

## Galerie

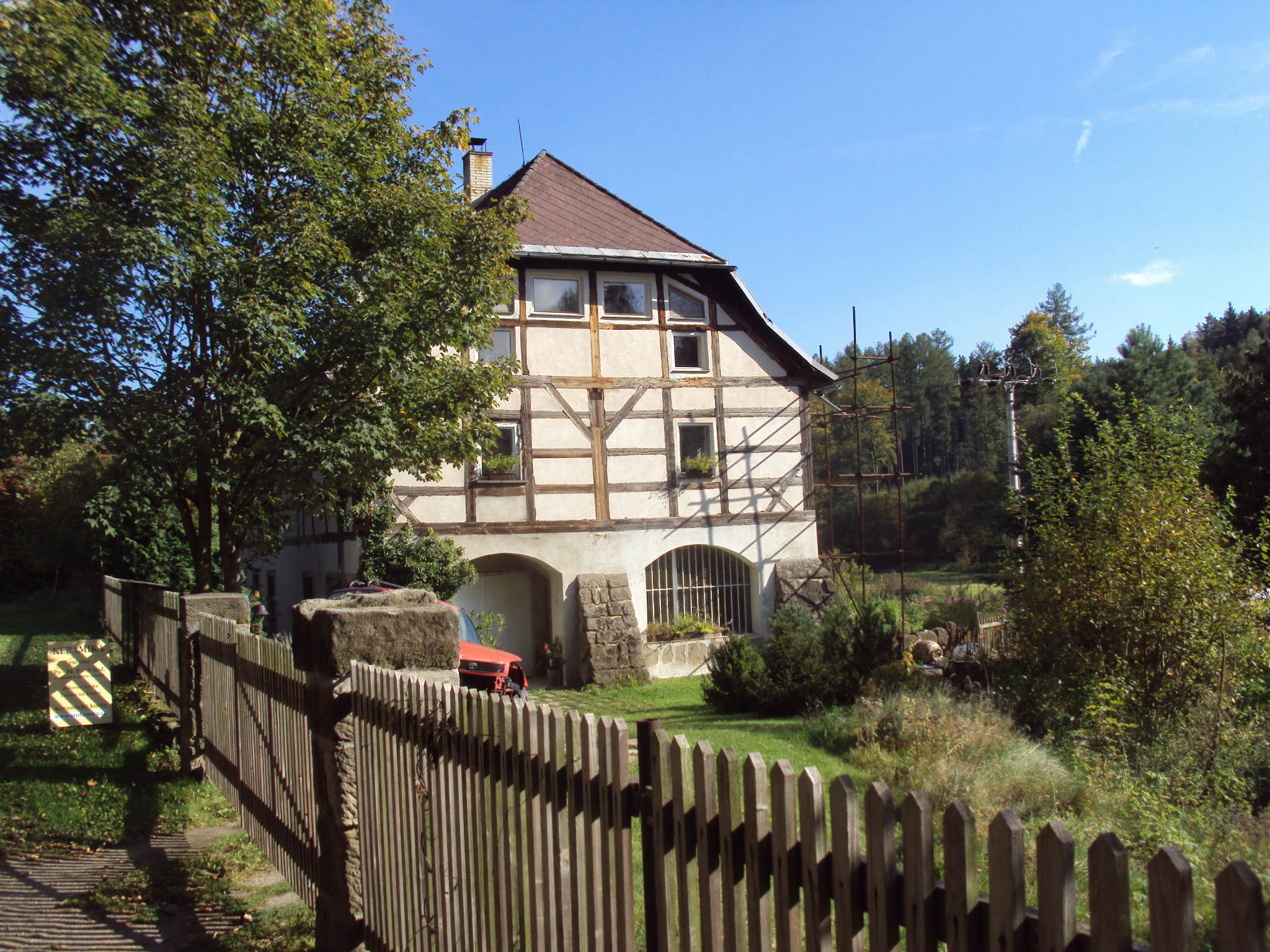
Hrázděná budova Velenické zrcadlárny z 18. století
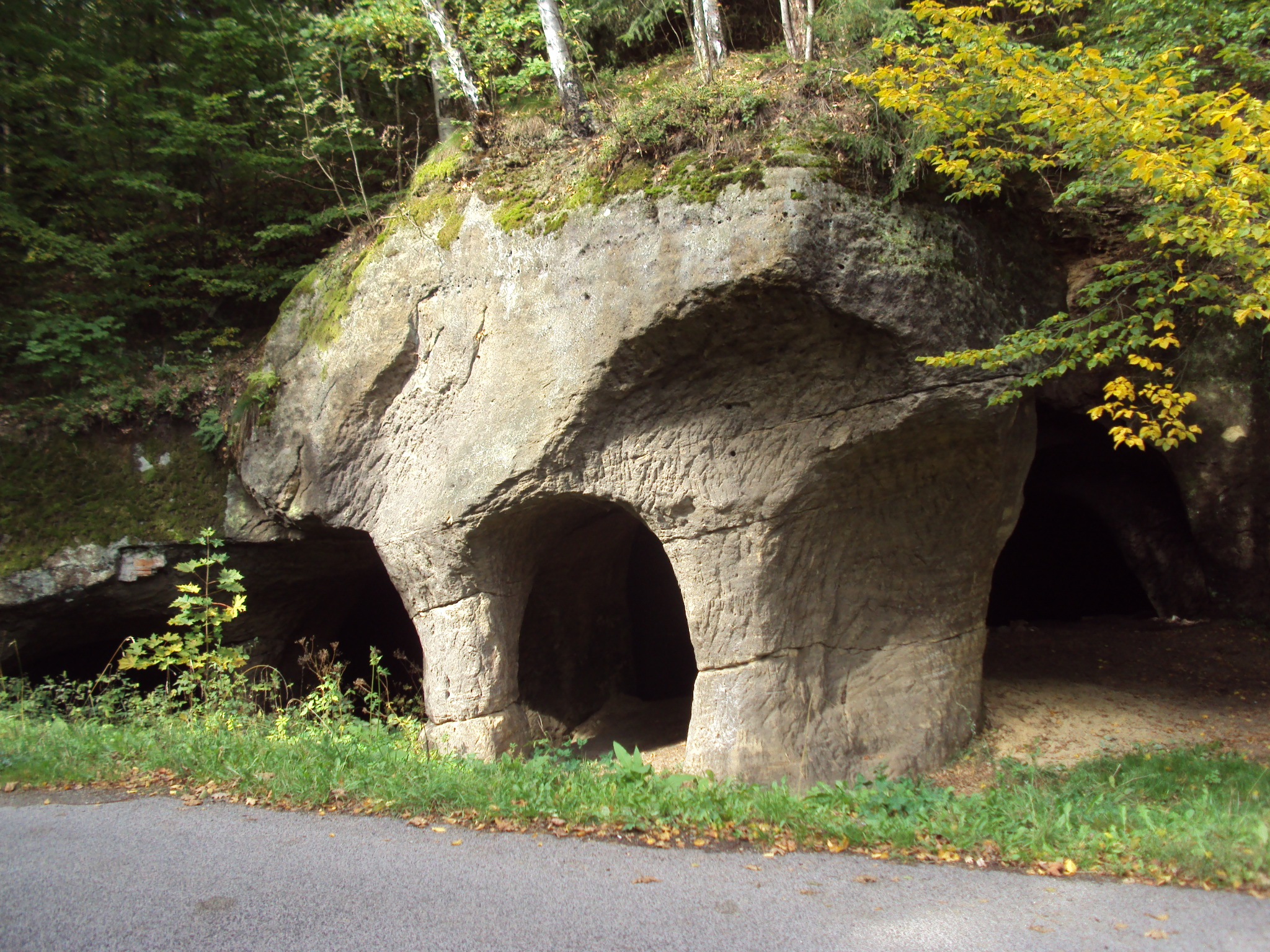
Lom Pustý kostel na pravém břehu Svitavky
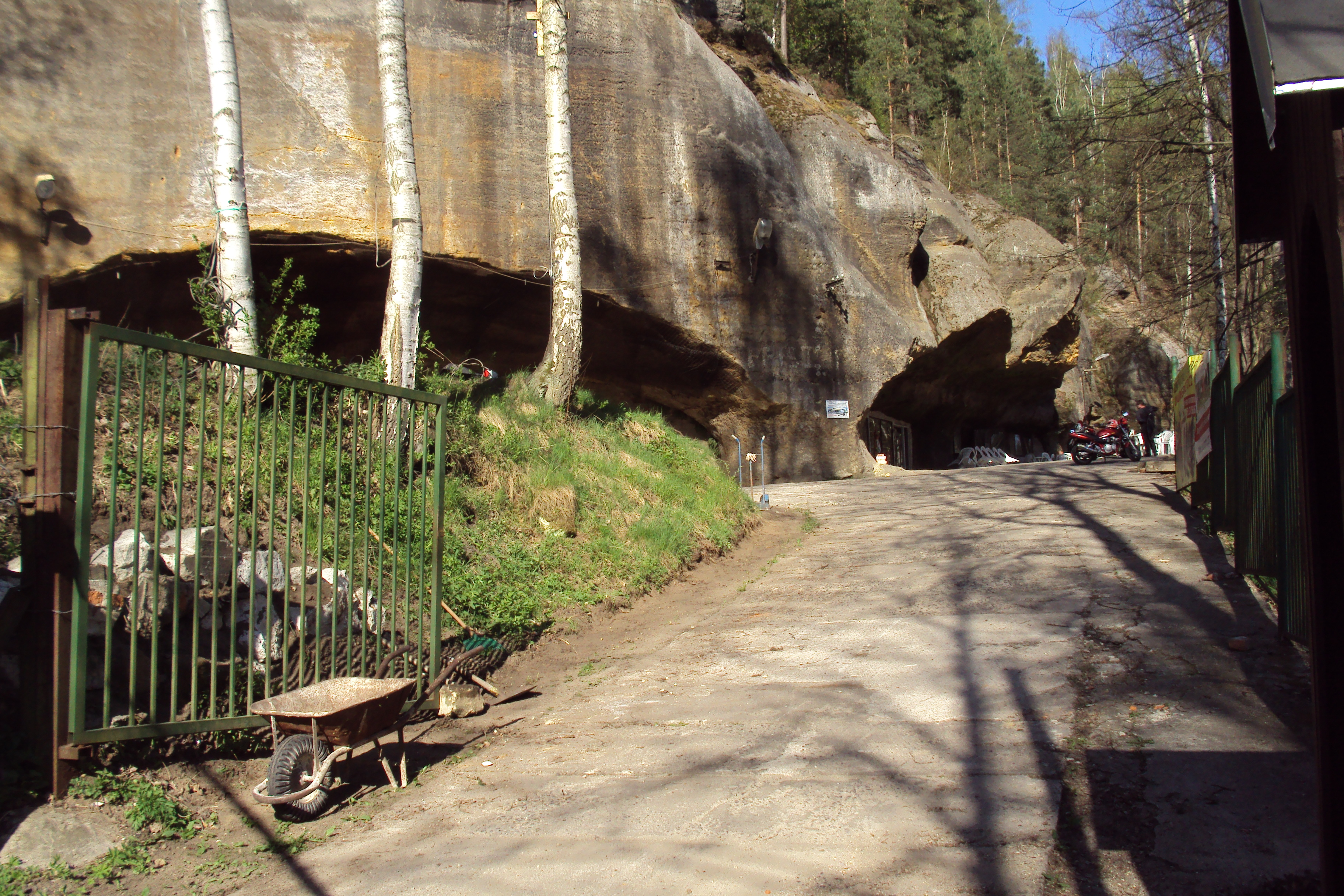
Vstup do areálu Pekelných dolů
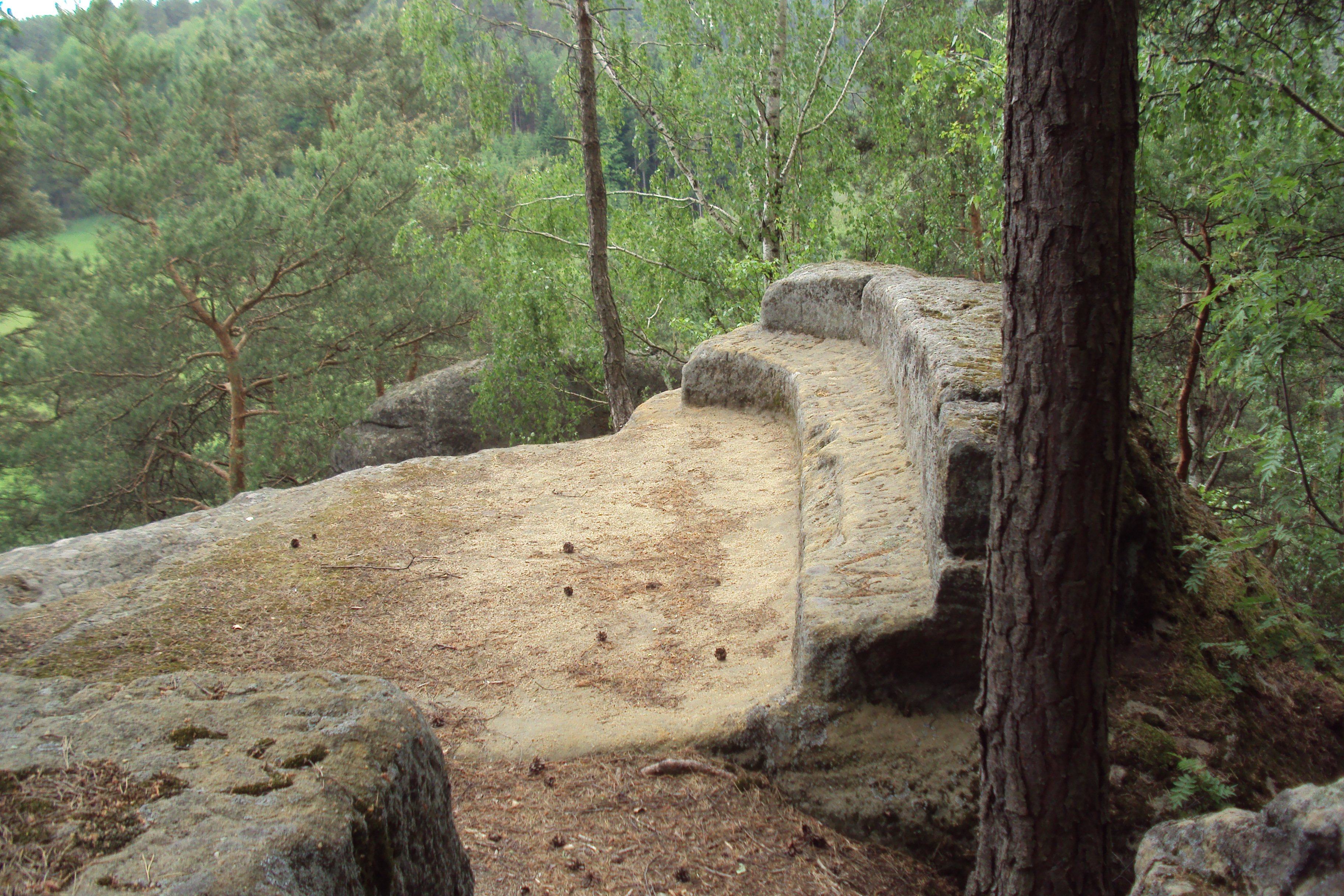
Vyhlídková plošina nad zrcadlárnou Rabštejn
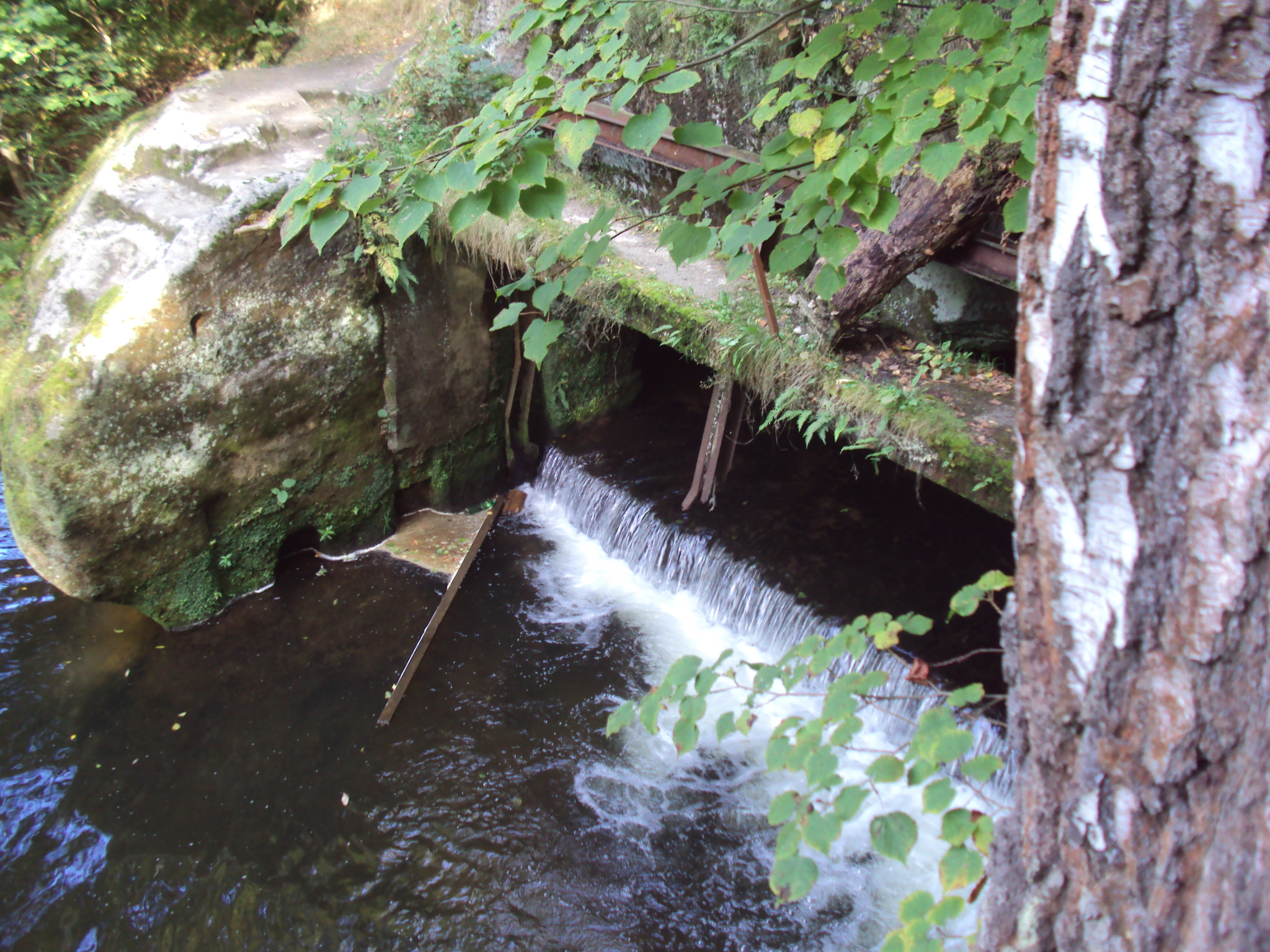
Pozůstatky starého jezu na Svitavce
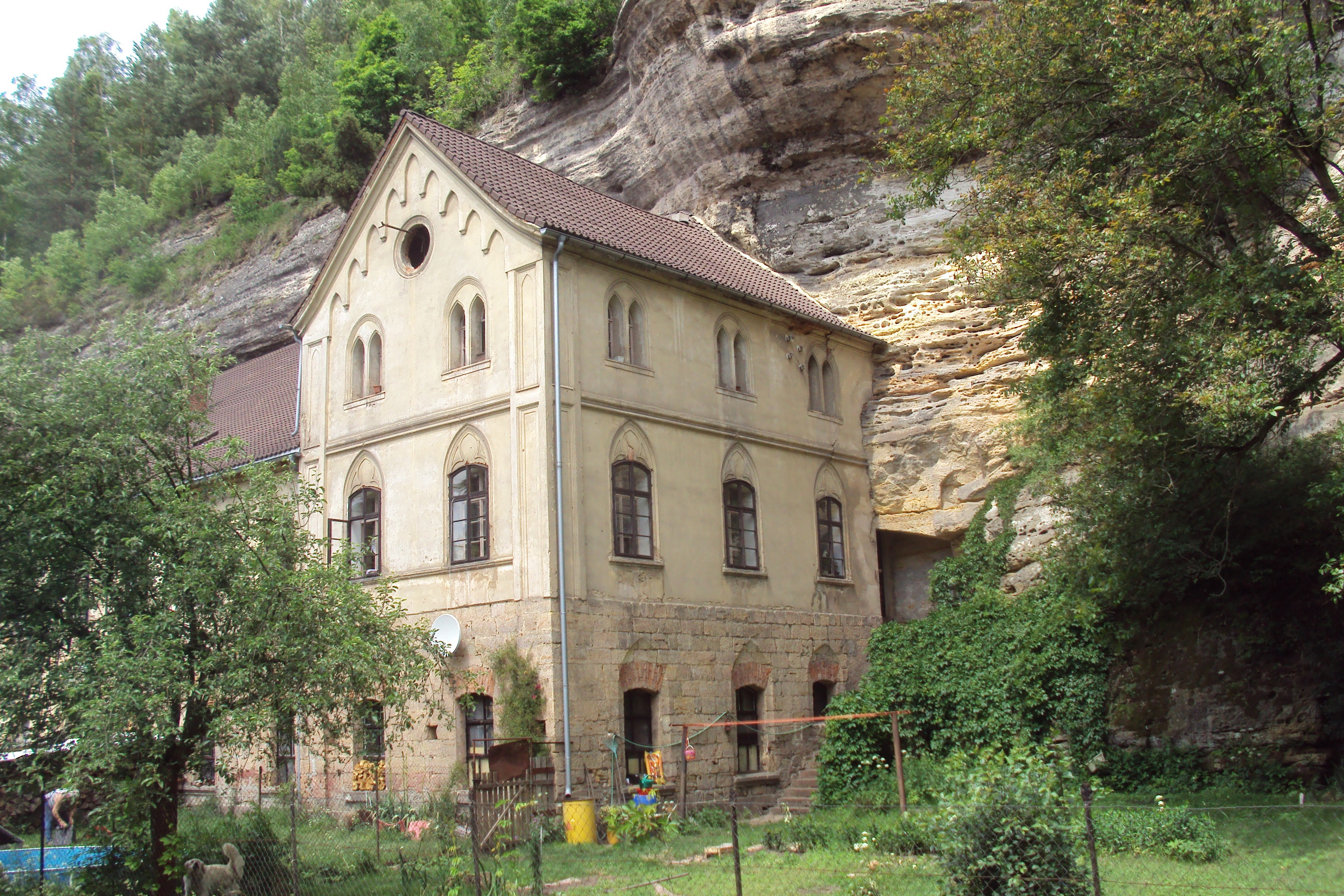
Východní křídlo brusírny s novogotickými okny